# Kup Europe u hokeju na ledu
Kup Europe u hokeju na ledu (eng. European Cup) je bilo prvo natjecanje koje je okupljalo najjače europske klubove u hokeju na ledu. Započelo je 1965., a zadnje izdanje je igrano 1996./97. Nasljednici ovog natjecanja su bili Europska hokej liga (1996. – 2000.), IIHF Europski kup prvaka (2005. – 2008.) te Liga prvaka (2008. – 2009.). Od sezone 2014./15. nasljednik ovog natjecanja je Champions Hockey League.

## Povijest

### Kup Europe
Kup Europe ili Europski kup (eng. European Cup) se igrao između 1965. i 1996. te je bio ekvivalent takvih natjecanja u nogometu, košarci, rukometu, vaterpolu ili odbojci. Mogli su sudjelovati samo prvaci europskih država. Ispočetka se natjecanje odvijalo po kup-sustavu, sa završnicom na dvije utakmice ili seriju. Od 1979. se u završnici igra turnir u određenom gradu kao jedna grupa ili dvije grupe, pa pobjednici igraju finale. Od 1987./88. se ne igraju ni ranije faze natjecanja kao kup, nego kao vikend-turniri s dvije do četiri momčadi. Kako su u natjecanju nastupali samo nacionalni prvaci, javio se problem velike razlike u kvaliteti među momčadima u natjecanju, te je uslijedila potreba za rekonstruiranjem natjecanja.

### Europska hokej liga
Europska hokej liga (eng. European Hockey League) je nastala 1996. suradnjom IIHF-a i promotorske tvrtke CWL Telesport. U njoj je nastupalo od 16 do 24 momčadi iz desetak najboljih europskih liga. Prvi krug su činile grupe po četiri momčadi (4 do 6 skupina po sezoni), dvostrukim liga-sustavom (slično nogometnoj Ligi prvaka), dok bi dalje išlo na ispadanje ta na kraju završni tunir koji bi se igrao u određenom gradu.  Prvaci slabijie rangiranih liga su igrali u IIHF Continental Cupu.

### IIHF Kup europskih prvaka
Zbog problema s televizijskim pravima Europska hokej liga je otkazana za 2000./01., te potom i ukinuta. 

Od 2005. do 2008. šest prvaka najboljih europskih liga po IIHF-om ranking je igralo turnir u Sankt Peterburgu naziva IIHF European Champions Cup (IIHF Kup europskih prvaka), također neslužbeno i kao Super Six.

### Liga prvaka (Champions Hockey League)
Liga prvaka (eng. Champions Hockey League) je igrana samo za sezonu 2008./09. Zamišljeno je da u njoj igraju 24 kluba – nacionalna prvaka i doprvaka najboljih europskih liga, sustavom natjecanja po uzoru na staru Europsku hokej ligu i UEFA ligu prvaka, no igrano je samo s 14 klubova (uključujući kvalifikacije) iz 7 država (iako je bilo zamišljeno da igraju klubovi iz ukupno 24 države). Sezona 2009./10. je otkazana zbog povlačenja sponzora, ali i slabog interesa klubova (kojima su bile važnije domicilne lige (te NHL-a koji je želio imati većinsko vlasništvo i promociju u ligi). Liga prvaka je najavljivana i za sezone 2010./11. i 2011./12., ali su otkazane, ponajviše zbog manjka interesa nacionalnih liga. 

### Champions Hockey League
Liga prvaka, pod nazivom Champions Hockey League je ponovno najavljena za sezonu 2014./15. kao slijednicu European Trophya. 

Natjecanje je osnovao IIHF zajedno s 26 klubova iz šest europskih liga.

### Europski klupski hokej danas
Uz Champions Hockey League postoji još jedan europski kup – IIHF Continental Cup u kojem sudjeluju klubovi iz cijele Europe, ali slabije kvalitete Također i turnir Spengler Cup ima veliki ugled, ali na njemu sudjeluju i sjevernoameričke momčadi, te povremeno reprezentacije.

Također su neke nacionalne lige primile i strane klubove u svoje natjecanje ili su nastale međunarodne lige, pa tako (2013.) imamo:
- KHL – ukupno 28 momčadi; 21 iz Rusije te po jedna iz Bjelorusije, Finske, Hrvatske, Kazahstana, Latvije i Slovačke.
- Vysshaya hokkeinaya liga, niža liga za KHL, 27 klubova; 24 iz Rusije, 2 iz Kazahstana te 1 iz Bjelorusije
- Bjeloruska Extraliga – 11 momčadi; 10 iz Bjelorusije, 1 iz Latvije
- EBEL – 12 klubova; 8 iz Austrije te po jedan iz Češke, Italije, Mađarske i Slovenije
- Inter-National League – niža liga za EBEL, 15 klubova; 6 iz Slovenije, 5 iz Italije te 4 iz Austrije
- MOL Liga – 7 momčadi; 4 iz Mađarske, 2 iz Rumunjske i 1 iz Slovačke

"Strani" klubovi u ovim ligama u pravilu ne igraju nacionalne lige svojih država, ili ih igraju s rezervnim momčadima, ili se prvenstvo organizira kao turnir ili se uključuju u završnicu.

## Pobjednici i finalisti
| sezona                                                 | mjesto završnice            | pobjednik                   | rezultati (prvak:drugi)     | drugoplasirani              |
| Europski kup / European Cup                            | Europski kup / European Cup | Europski kup / European Cup | Europski kup / European Cup | Europski kup / European Cup |
| ------------------------------------------------------ | --------------------------- | --------------------------- | --------------------------- | --------------------------- |
| 1965./66.                                              | Füssen Oberstdorf Brno      | ZKL Brno                    | 6:4, 7:5, 6:2, 6:1          | EV Füssen                   |
| 1966./67.                                              | Tampere                     | ZKL Brno                    | 3:2, 5:4                    | Ilves Tampere               |
| 1967./68.                                              | Brno Jihlava                | ZKL Brno                    | 3:0, 3:3                    | Dukla Jihlava               |
| 1968./69.                                              | Klagenfurt Beč              | CSKA Moskva                 | 9:1, 14:3                   | EC KAC (Klagenfurt)         |
| 1969./70.                                              | Moskva                      | CSKA Moskva                 | 2:3, 8:5                    | Spartak Moskva              |
| 1969./70.                                              | Moskva Jihlava              | CSKA Moskva                 | 7:0, 3:3                    | Dukla Jihlava               |
| 1971./72.                                              | Gävle Moskva                | CSKA Moskva                 | 8:2, 8:3                    | Brynäs IF Gävle             |
| 1972./73.                                              | Gävle Moskva                | CSKA Moskva                 | 6:2, 12:2                   | Brynäs IF Gävle             |
| 1973./74.                                              | Pardubice Moskva            | CSKA Moskva                 | 2:3, 6:1                    | Tesla Pardubice             |
| 1974./75.                                              | Jihlava Moskva              | Krylja Sovetov Moskva       | 2:3, 7:0                    | Dukla Jihlava               |
| 1975./76.                                              | Kladno Moskva               | CSKA Moskva                 | 6:0, 4:2                    | Sokol Kladno                |
| 1976./77.                                              | Moskva Kladno               | Sokol Kladno                | 4:4, 4:4 (2:1 pen)          | Spartak Moskva              |
| 1977./78.                                              | Innsbruck                   | CSKA Moskva                 | 3:1                         | Poldi SONP Kladno           |
| 1978./79.                                              | Innsbruck                   | CSKA Moskva                 | liga                        | Poldi SONP Kladno           |
| 1979./80.                                              | Innsbruck                   | CSKA Moskva                 | lga                         | Tappara Tampere             |
| 1980./81.                                              | St. Ulrich in Gröden        | CSKA Moskva                 | liga                        | HIFK Helsinki               |
| 1981./82.                                              | Düsseldorf                  | CSKA Moskva                 | liga                        | TJ Vitkovice Ostrava        |
| 1982./83.                                              | Tampere                     | CSKA Moskva                 | liga                        | Dukla Jihlava               |
| 1983./84.                                              | St. Ulrich in Gröden        | CSKA Moskva                 | liga                        | Dukla Jihlava               |
| 1984./85.                                              | Megève                      | CSKA Moskva                 | liga                        | Kölner EC                   |
| 1985./86.                                              | Rosenheim                   | CSKA Moskva                 | liga                        | Södertälje SK               |
| 1986./87.                                              | Porza                       | CSKA Moskva                 | liga                        | VSŽ Košice                  |
| 1987./88.                                              | Davos                       | CSKA Moskva                 | liga                        | Tesla Pardubice             |
| 1988./89.                                              | Köln                        | CSKA Moskva                 | liga                        | VSŽ Košice                  |
| 1989./90.                                              | Zapadni Berlin              | CSKA Moskva                 | liga                        | TPS Turku                   |
| 1990.                                                  | Düsseldorf                  | Djurgårdens IF Stockholm    | 3:2                         | Dinamo Moskva               |
| 1991.                                                  | Düsseldorf                  | Djurgårdens IF Stockholm    | 7:2                         | Düsseldorfer EG             |
| 1992.                                                  | Düsseldorf                  | Malmö IF                    | 3:4 ppen                    | Dinamo Moskva               |
| 1993.                                                  | Düsseldorf                  | TPS Turku                   | 4:3                         | Dinamo Moskva               |
| 1994.                                                  | Helsinki                    | Jokerit Helsinki            | 4:2                         | Lada Toljati                |
| 1995.                                                  | Köln                        | Jokerit Helsinki            | 4:3 ppen                    | Kölner Haie                 |
| 1996.                                                  | Oberhausen                  | Lada Toljati                | 4:3 prod                    | MoDo Hockey Örnsköldsvik    |
|                                                        |                             |                             |                             |                             |
| Europska hokej liga / European Hockey League           |                             |                             |                             |                             |
| 1996./97.                                              | Turku                       | TPS Turku                   | 5:2                         | Dinamo Moskva               |
| 1997./98.                                              | Feldkirch                   | VEU Feldkirch               | 5:3                         | Dinamo Moskva               |
| 1998./99.                                              | Moskva                      | Metalurg Magnitogorsk       | 2:1 prod                    | Dinamo Moskva               |
| 1999./2000.                                            | Lugano                      | Metalurg Magnitogorsk       | 2:0                         | Sparta Prag                 |
|                                                        |                             |                             |                             |                             |
| IIHF Europski kup prvaka / IIHF European Champions Cup |                             |                             |                             |                             |
| 2005.                                                  | Sankt Peterburg             | Avangard Omsk               | 2:1 prod                    | Kärpät Oulu                 |
| 2006.                                                  | Sankt Peterburg             | Dinamo Moskva               | 5:4 ppen                    | Kärpät Oulu                 |
| 2007.                                                  | Sankt Peterburg             | Ak Bars Kazan               | 6:0                         | HPK Hämeenlinna             |
| 2008.                                                  | Sankt Peterburg             | Metalurg Magnitogorsk       | 5:2                         | Sparta Prag                 |
|                                                        |                             |                             |                             |                             |
| Liga prvaka / Champions Hockey League                  |                             |                             |                             |                             |
| 2008./09.                                              | Magnitogorsk Rapperswil     | ZSC Lions Zürich            | 2:2, 5:0                    | Metalurg Magnitogorsk       |
|                                                        |                             |                             |                             |                             |
| Champions Hockey League                                |                             |                             |                             |                             |
| 2014./15.                                              | Luleå                       | Luleå Hockey                | 4:2                         | Frölunda Göteborg           |
| 2015./16.                                              | Oulu                        | Frölunda Göteborg           | 2:1                         | Oulun Kärpät                |
| 2016./17.                                              | Göteborg                    | Frölunda Göteborg           | 4:3 OT                      | Sparta Prag                 |

Objašnjenja za rezultate:
- podebljano – pobjednik domaćin
- normalna debljina – pobjednik gost
- kurziv – neutralni teren
- liga – završnica igrana kao mini-liga
- pen – izvođenje kaznenih udaraca
- ppen – poslije izvođenja kaznenih udaraca (ukupan rezultat)
- prod – nakon produžetaka

## Uspješnost
Klubovi i zemlje pripadnosti po uspješnosti (prvaci i doprvaci).
| država                                   | prvak | doprvak |                                        | klub                           | prvak | doprvak |
| ---------------------------------------- | ----- | ------- | -------------------------------------- | ------------------------------ | ----- | ------- |
| Rusija (do 1991. dio SSSR-a)             | 28    | 10      |                                        | CSKA Moskva                    | 20    |         |
| Rusija (do 1991. dio SSSR-a)             | 28    | 10      | Metalurg Magnitogorsk                  | 3                              | 1     |         |
| Rusija (do 1991. dio SSSR-a)             | 28    | 10      | Dinamo Moskva                          | 1                              | 6     |         |
| Rusija (do 1991. dio SSSR-a)             | 28    | 10      | Lada Toljati                           | 1                              | 1     |         |
| Rusija (do 1991. dio SSSR-a)             | 28    | 10      | Ak Bars Kazan                          | 1                              |       |         |
| Rusija (do 1991. dio SSSR-a)             | 28    | 10      | Krylja Sovetov Moskva                  | 1                              |       |         |
| Rusija (do 1991. dio SSSR-a)             | 28    | 10      | Avangard Omsk                          | 1                              |       |         |
| Rusija (do 1991. dio SSSR-a)             | 28    | 10      | Spartak Moskva                         |                                | 2     |         |
| Švedska                                  | 6     | 5       |                                        | Frölunda Göteborg              | 2     | 1       |
| Švedska                                  | 6     | 5       | Djurgårdens IF Stockholm               | 2                              |       |         |
| Švedska                                  | 6     | 5       | Malmö Redhawks (Malmö IF)              | 1                              |       |         |
| Švedska                                  | 6     | 5       | Luleå Hockey                           | 1                              |       |         |
| Švedska                                  | 6     | 5       | Brynäs IF Gävle                        |                                | 2     |         |
| Švedska                                  | 6     | 5       | MODO Hockey Örnsköldsvik (MoDo Hockey) |                                | 1     |         |
| Švedska                                  | 6     | 5       | Södertälje SK                          |                                | 1     |         |
| Češka (do 1993. dio Čehoslovačke)        | 4     | 14      |                                        | Kometa Brno (ZKL)              | 3     |         |
| Češka (do 1993. dio Čehoslovačke)        | 4     | 14      | HC Kladno (Sokol, Poldi SONP)          | 1                              | 3     |         |
| Češka (do 1993. dio Čehoslovačke)        | 4     | 14      | Duhla Jihlava                          |                                | 5     |         |
| Češka (do 1993. dio Čehoslovačke)        | 4     | 14      | Sparta Prag                            |                                | 3     |         |
| Češka (do 1993. dio Čehoslovačke)        | 4     | 14      | HC Pardubice (Tesla)                   |                                | 2     |         |
| Češka (do 1993. dio Čehoslovačke)        | 4     | 14      | Vitkovice Steel Ostrava (TJ Vitkovice) |                                | 1     |         |
| Finska                                   | 4     | 8       |                                        | TPS Turku                      | 2     | 1       |
| Finska                                   | 4     | 8       | Jokerit Helsinki                       | 2                              |       |         |
| Finska                                   | 4     | 8       | Oulun Kärpät (Oulu) (Kärpät)           |                                | 3     |         |
| Finska                                   | 4     | 8       | HPK Hämeenlinna                        |                                | 1     |         |
| Finska                                   | 4     | 8       | HIFK Helsinki                          |                                | 1     |         |
| Finska                                   | 4     | 8       | Ilves Tampere                          |                                | 1     |         |
| Finska                                   | 4     | 8       | Tappara Tampere                        |                                | 1     |         |
| Austrija                                 | 1     | 1       |                                        | VEU Feldkirch                  | 1     |         |
| Austrija                                 | 1     | 1       | EC KAC Klagenfurt                      |                                | 1     |         |
| Švicarska                                | 1     | 0       |                                        | ZSC Lions Zürich               | 1     |         |
| Njemačka (do 1990. kao Zapadna Njemačka) | 0     | 4       |                                        | Kölner Haie (Köln) (Kölner EC) |       | 2       |
| Njemačka (do 1990. kao Zapadna Njemačka) | 0     | 4       | Düsseldorfer EG (Düsseldorf)           |                                | 1     |         |
| Njemačka (do 1990. kao Zapadna Njemačka) | 0     | 4       | EV Füssen                              |                                | 1     |         |
| Slovačka (do 1993. dio Čehoslovačke)     | 0     | 2       |                                        | HC Košice (VSŽ)                |       | 2       |
|                                          |       |         |                                        |                                |       |         |
| bivše države                             |       |         |                                        |                                |       |         |
| SSSR                                     | 21    | 3       |                                        |                                |       |         |
| Čehoslovačka                             | 4     | 11      |                                        |                                |       |         |
| Zapadna Njemačka                         | 0     | 3       |                                        |                                |       |         |

## Poveznice
- IIHF, europski kupovi
- Kup europskih prvaka (hokej na ledu)
- Liga prvaka (hokej na ledu)
- Champions Hockey League
- European Trophy
- KHL
- Spenglerov kup
- IIHF Continental Cup
- IIHF Federation Cup
- IIHF Superkup
- Hokej na ledu na Olimpijskim igrama
- Svjetsko prvenstvo u hokeju na ledu
- Svjetski kup u hokeju na ledu
- Europsko prvenstvo u hokeju na ledu
- Prvenstvo Hrvatske u hokeju na ledu
- Prvenstvo Jugoslavije u hokeju na ledu